# 1470
Năm 1470 là một năm trong lịch Julius.